# Profectio

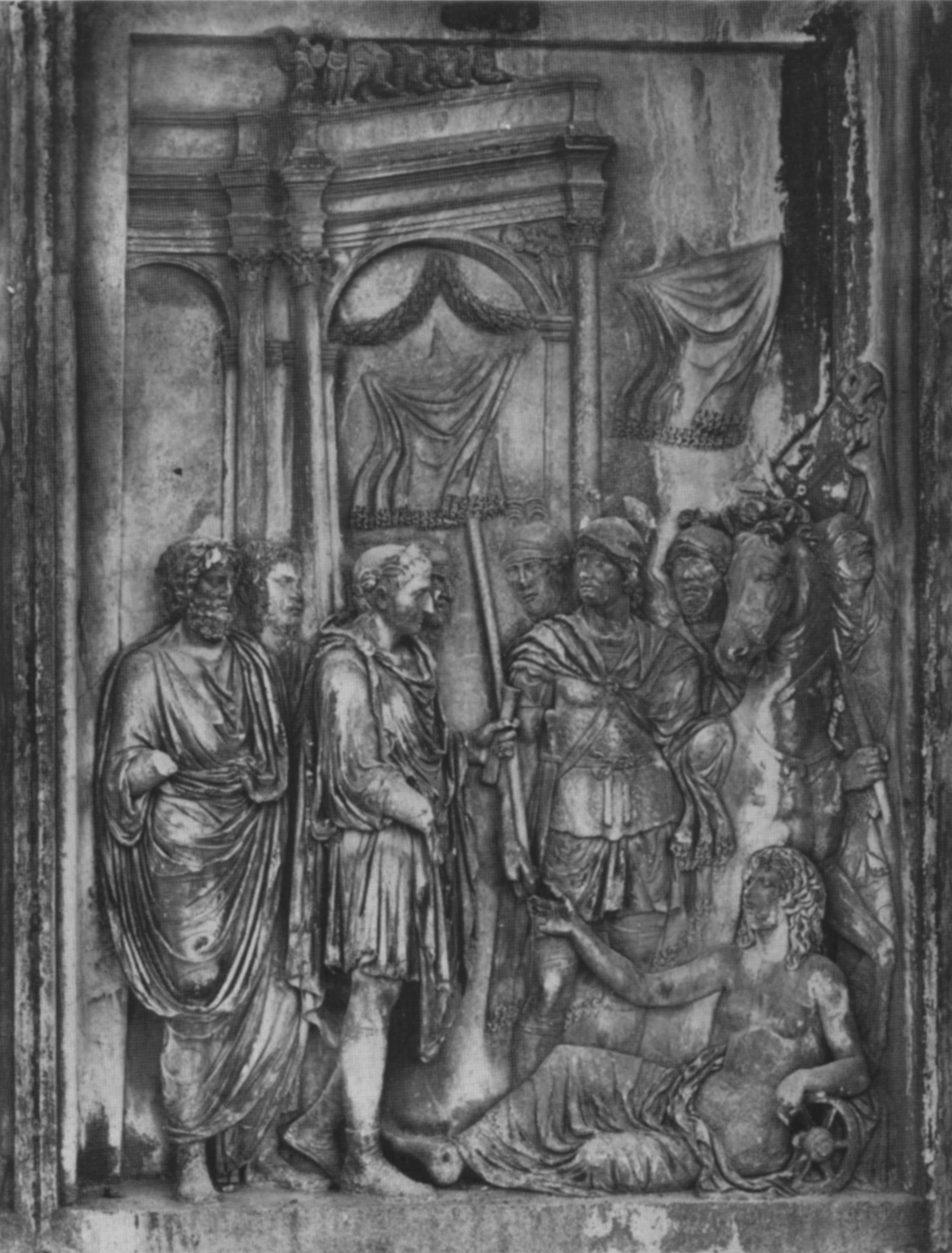
Esempio di Profectio dall'arco di Costantino a Roma.

La Profectio rappresentava nell'antica Roma un cerimoniale religioso che celebrava la partenza dell'Imperatore romano da Roma (o da altre capitali imperiali, come ad es. Mediolanum), soprattutto in vista di una nuova campagna militare. Al contrario, l'adventus rappresentava il ritorno nell'Urbe dello stesso imperatore al termine della guerra.

## Significato dellaprofectio
Le vaste dimensioni dell'Impero romano fecero sì che, nel periodo in cui gli imperatori si muovevano da Roma per dirigersi verso i confini imperiali per difenderli o in vista di guerre di conquista, la partenza dell'imperatore fosse celebrata come un evento molto particolare e non comune, o comunque raro. Una volta decisa la partenza imperiale, questa era comunicata al popolo di Roma (come spesso documentato attraverso rilievi scultorei o relativa monetazione), a cui seguiva la preparazione della successiva cerimonia di lustratio e poi di adlocutio delle truppe riunite in vista dell'imminente campagna.

## Rappresentazioni monetali e scultoree
Molto spesso la partenza era celebrata con un'emissione monetale o con una rappresentazione scultorea, come avvenne ad esempio nel caso degli imperatori:
- Traiano, quando partì sul finire del 113/inizi del 114 per le campagne contro i Parti raggiungendo il suo quartier generale di Antiochia;[1]
- Marco Aurelio quando al termine del 169 o agli inizi del 170 partì per il fronte del medio Danubio in vista delle nuove campagne contro le popiolazioni germaniche e sarmatiche di quelle regioni (Marcomannia e Sarmatia);[2]
- Settimio Severo quando partì per il fronte orientale in vista delle campagne contro i Parti (ampiamente celebrata anche nel suo arco di trionfo);
- Caracalla, il figlio di Settimio Severo, una volta divenuto unico erede, dopo la morte del fratello Geta, annunciò la sua profectio in vista dell'imminente campagna contro il popolo degli Alemanni degli anni 212/213;[3]
- Alessandro Severo, il quale sul finire del 231 raggiunse Antiochia di Siria per lanciare una nuova serie di  campagne militari nel 232, questa volta contro i Sasanidi che si erano sostituiti ai Parti in Oriente;[4]
- Marco Aurelio Probo quando partì per il fronte Reno-danubiano negli anni compresi tra il 276 ed il 281 circa dopo aver trascorso un breve periodo a Roma.[5]

Spesso l'imperatore, in queste rappresentazioni, appariva in uniforme militare, e poteva essere preceduto o seguito da un certo numero di soldati muniti di vexilla legionari oppure dalla stessa dea Vittoria. In alcuni casi la profectio era annunciata da tre dee monetali, le quali tengono una bilancia nella mano destra ed una cornucopia in quella sinistra, proprio sopra una pila di monete ai loro piedi (come nel caso di Marco Aurelio Probo).
| La profectio nella monetazione imperiale | La profectio nella monetazione imperiale | La profectio nella monetazione imperiale                                                                                     | La profectio nella monetazione imperiale | La profectio nella monetazione imperiale | La profectio nella monetazione imperiale | La profectio nella monetazione imperiale                                                                                    |
| Immagine                                 | Valore                                   | Dritto | Rovescio | Datazione | Peso; diametro                           | Catalogazione |
| ---------------------------------------- | ---------------------------------------- | --- | --- | --- | ---------------------------------------- | --- |
|                                          | aureo                                    | IMP Traiano OPTIMO AVG GER DAC P M TR P, testa laureata a destra, busto drappeggiato con corazza.                            | PROFECTIO AUGUSTI, Traiano in abiti militari a cavallo, marcia verso destra, con davanti a lui un soldato, e tre dietro di lui che chiudono la "colonna" militare.                                                                                    | fine del 113-inizi del 114 | 7,35 g; zecca di Roma                    | RIC Traianus, II, 297; BMC 512 var. Calicó 986a. Cohen 40 var. Hill 690.                                                    |
|                                          | sesterzio                                | M ANTONINVS AVG TR P XXIIII, testa laureata verso destra di Marco Aurelio;                                                   | Profectio di Marco Aurelio a cavallo, con in mano una lancia, che avanza verso destra, preceduto da un soldato romano e seguito da tre. | 170 | 29 mm, 25.04 gr;                         | RIC Marcus Aurelius, III 977; MIR 18, 191-6/30; Cohen 502.                                                                  |
|                                          | denario                                  | L SEPT SEV PERT AVG IMP VIII, testa laureata a destra, in uniforme militare (Paludamentum);                                  | PROFECTIO AUG, Settimio Severo a cavallo che parte per il fronte orientale con una lancia in mano. | 197, seconda campagna partica | 2.85 gr;                                 | RIC Septimius Severus, IVa, 494; BMC 466; Cohen 580.                                                                        |
|                                          | denario                                  | AD ANTONINVS PIVS AVG BRIT, testa laureata verso destra;                                                                     | PROFECTIO AVG, Caracalla in piedi, tiene una lancia; dietro di lui due stendardi militari. | moneta coniata probabilmente quando Caracalla era succeduto al padre, dopo la morte del fratello Geta, in un periodo compreso tra il 212 ed il 213. Qui si celebra la Profectio dell'Imperatore che parte per una campagna militare verso il fronte settentrionale; | 2.74 gr (zecca di Roma antica);          | RIC Caracalla, IV, 225; BMCRE 97; RSC 508.                                                                                  |
|                                          | sesterzio                                | IMP SEV ALEXANDER AVG, testa laureata a destra, drappeggio sulle spalle;                                                     | ROFECTIO AVGVSTI, Alessandro Severo a cavallo, mentre regge una lancia, preceduto dalla Vittoria verso destra, che regge corona e palma. | 231/232 | 3.38 gr;                                 | RIC Alexander Severus, IVb, 596; Cohen, 492.                                                                                |
|                                          | medaglione                               | IMP PROBV-S P F AVG, testa laureata con corazza verso destra, tiene una lancia ed uno scudo decorato con scene di profectio; | MON-ETA AV-G, le tre divinità delle Monetae in piedi di fronte, le teste rivolte verso sinistra, ognuna tiene in mano una bilancia nella destra con un sacchetto di monete ai piedi delle tre divinità, oltre ad una cornucopiae nella mano sinistra. | coniato probabilmente quando era a Roma, partente per il fronte nel 276 o nel 281. | 22,66 g;                                 | Gnecchi II pg. 118, 24 and pl. 120, 5; Pink VI/I, pg. 59; Toynbee -; Dressel -; BMCREM pg. 74, 3; MRV -; MFA 77; Cohen 376. |